# Pierre Crépeau
Pour les articles homonymes, voir Crépeau.
 (avril 2011).
Si vous disposez d'ouvrages ou d'articles de référence ou si vous connaissez des sites web de qualité traitant du thème abordé ici, merci de compléter l'article en donnant les références utiles à sa vérifiabilité et en les liant à la section « Notes et références ».
Pierre Crépeau, né le 27 novembre 1927, est un anthropologue, chercheur spécialisé dans les arts et traditions populaires,
et écrivain québécois.

## Biographie
Pierre Crépeau a séjourné au Rwanda de 1962 à 1969, principalement à titre de vice-recteur de l’Université nationale du Rwanda, et de 1972 à 1974 comme chercheur. Rentré au pays en 1975, il fut chargé du programme franco-roman au Musée canadien des civilisations. 
À la retraite depuis 1991, il a publié une adaptation française de 165 contes rwandais et quelques romans et nouvelles.